# Ernst Lindemann
Otto Ernst Lindemann (Altenkirchen, 28 de marzo de 1894-Océano Atlántico Norte, 27 de mayo de 1941) fue un capitán de navío alemán, famoso por ser el primer y único comandante del malogrado acorazado Bismarck durante la Segunda Guerra Mundial. 
Lindemann ingresó en la Marina Imperial alemana en 1913 y tras una formación básica sirvió en varios buques de guerra durante la Primera Guerra Mundial como oficial de telegrafía. A bordo del SMS Bayern participó en la Operación Albión en octubre de 1917. Después del conflicto ocupó diversos cargos de oficial y puestos de entrenamiento de artillería. Un año después del estallido de la Segunda Guerra Mundial, en 1940, fue nombrado comandante del que entonces era el mayor buque de guerra del mundo y orgullo de la Kriegsmarine alemana, el acorazado Bismarck.
En mayo de 1941, Lindemann zarpó al mando del Bismarck para llevar a cabo la operación Rheinübung, en la que iría acompañado del crucero pesado Prinz Eugen en un grupo de ataque bajo mando del almirante Günther Lütjens. Sus órdenes consistían en irrumpir en el océano Atlántico Norte sin ser detectados por los navíos del bando aliado y atacar en las rutas de la marina mercante británica. Sin embargo, los buques alemanes fueron avistados antes de iniciar sus operaciones y hubieron de combatir contra dos barcos británicos en la llamada batalla del Estrecho de Dinamarca, en la que el Bismarck hundió el orgullo de la Royal Navy, el crucero de batalla HMS Hood. Menos de una semana después, el 27 de mayo de 1941, Lindemann y la mayor parte de su tripulación perecieron en la última batalla del Bismarck contra varios navíos británicos.
Ernst Lindemann recibió la Cruz de Caballero de la Cruz de Hierro (Ritterkreuz des Eisernen Kreuzes) a título póstumo en reconocimiento a su extrema valentía en el campo de batalla y su sobresaliente liderazgo militar.

## Primeros años y familia
Otto Ernst Lindemann nació el 28 de marzo de 1894 en Altenkirchen, un pueblo del Westerwald en la provincia del Rin. Era el mayor de los tres hijos de Georg Heinrich Ernst Lindemann y Maria Lindemann. Ernst fue bautizado en la iglesia evangélica el 26 de abril de 1894. Al año siguiente su familia se trasladó a vivir al número 6 de la calle Carmer del barrio de Charlottenburg de Berlín, y en 1903 todos volvieron a mudarse de residencia, en este caso al barrio de Dahlem de la capital alemana. El tío de Ernst, Friedrich Tiesmeyer, era capitán en la Marina Imperial alemana y sus conversaciones con él hicieron despertar su interés en iniciar una carrera naval. En 1912 terminó la educación secundaria con buenas notas y en los siguientes seis meses acudió a la Royal Polytechnic Institution de Richmond, en Londres.
En 1920 Ernst Lindemann conoció a la cantante Charlotte Weil y contrajo matrimonio con ella el 1 de febrero de 1921. En 1924 nació su hija Helga Maria. El trabajo de Lindemann en la marina le obligaba a pasar largos períodos de tiempo lejos de su familia y ello llevó a un deterioro de la relación marital, por lo que el matrimonio se separó en 1932. Sin embargo, al año siguiente Lindemann se prometió con Hildegard Burchard, catorce años menor que él, y se casaron el 27 de octubre de 1934. De la unión nació el 6 de julio de 1939 Heidi Maria.

## Carrera naval

### Marina Imperial

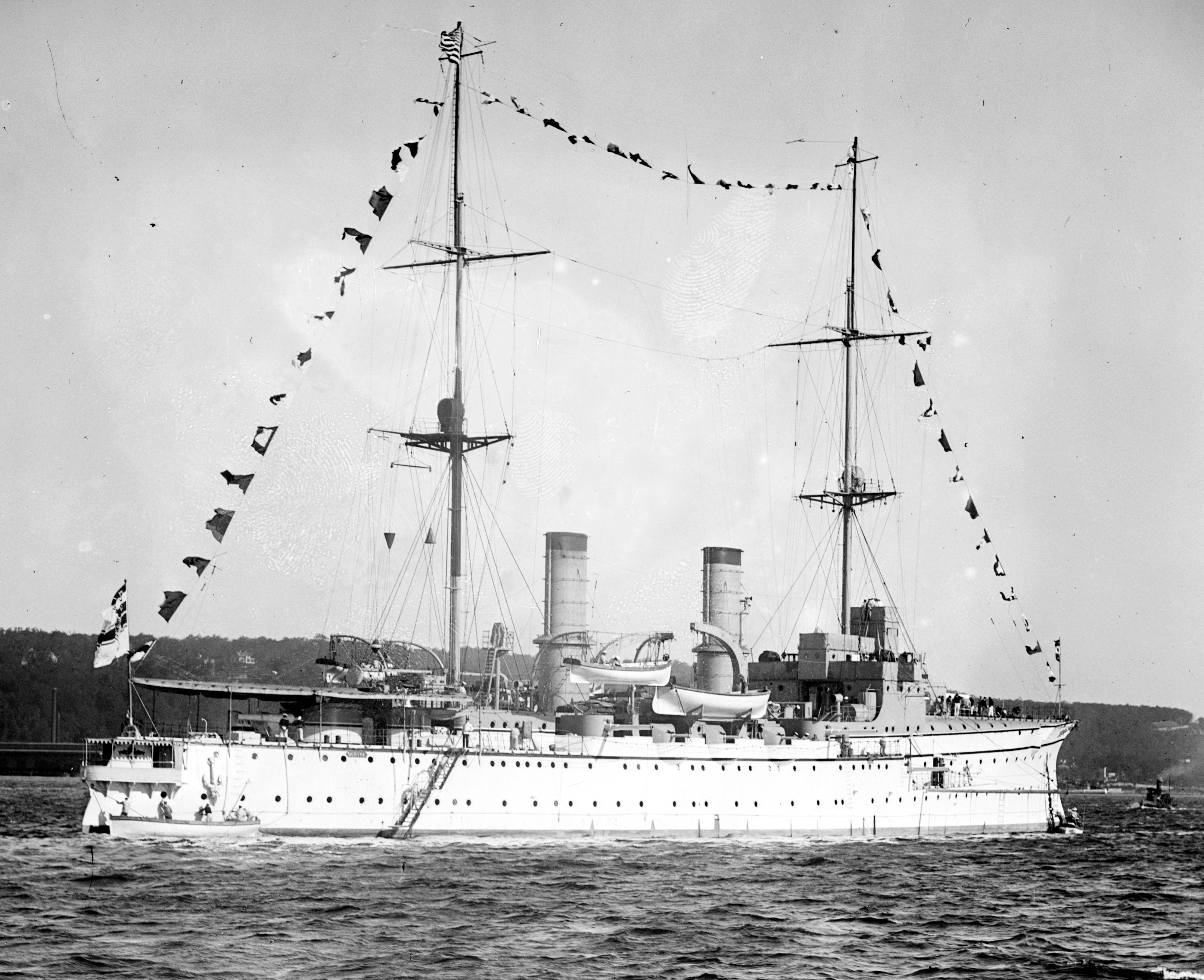
El crucero protegido SMS Hertha, primer buque en el que sirvió Lindemann tras su ingreso en la Marina Imperial alemana.

El 26 de marzo de 1913 Ernst viajó con sus padres a Flensburgo para su examen médico en la Academia Naval Mürwik de Flensburgo-Mürwik. La solvente situación económica de su familia hacía de él un candidato muy adecuado para ingresar en la marina imperial, ya que el coste de la formación naval era muy alto. A pesar de ello, el médico dictaminó que el joven Lindemann era tan solo era apto para tareas limitadas, pues una neumonía que padeció en la infancia lo habría dejado incapacitado para servir, por ejemplo, en los submarinos. Tras un segundo examen médico fue aceptado «en pruebas» y nunca cambio de estatus y así Ernst Lindemann pasó a ser uno de los 290 jóvenes que iniciaban su carrera naval en 1913. Fue alistado oficialmente como guardiamarina el 1 de abril de 1913.
Embarcó el 9 de mayo en el crucero protegido SMS Hertha capitaneado por Heinrich Rohardt, amigo de su tío Friedrich, a bordo del cual recaló en los siguientes meses en los puertos de Kiel, Swinemünde, Estocolmo y Bergen. En el fiordo de Lönne, Noruega, Lindemann conoció en persona al comandante en jefe de la marina imperial, el káiser Guillermo II de Alemania. El 8 de agosto el crucero regresó a Alemania, al puerto de Wilhelmshaven, y solo una semana después partió de nuevo para recorrer el mundo durante siete meses en los que recaló en puertos de Inglaterra, España, Portugal, Canadá, México, Cuba o Jamaica. El 14 de marzo de 1914 el Hertha estaba de vuelta en Kiel y el 3 de abril de ese año Lindemann ascendió a alférez de fragata.

### Primera Guerra Mundial

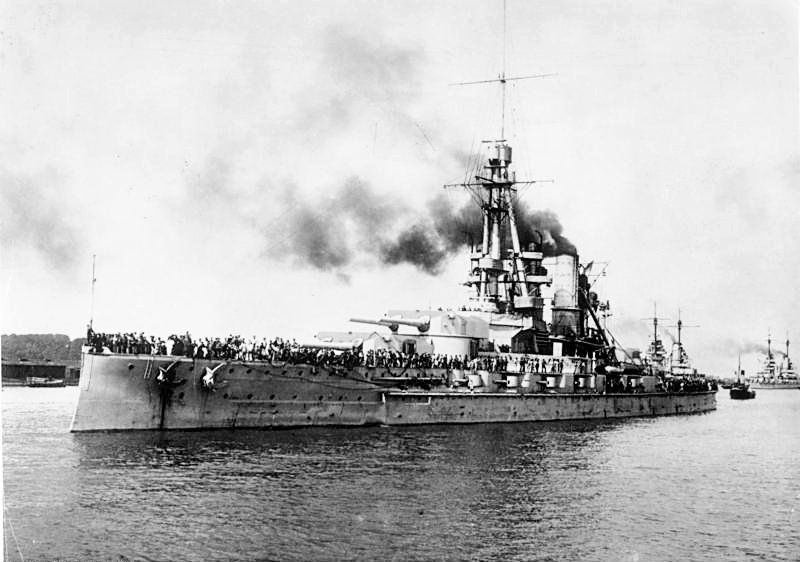
A bordo del acorazado SMS Bayern Lindemann tomó parte en la operación Albión en 1917.

Con la declaración de guerra de Alemania en agosto de 1914 se cancelaron todos los programas de formación en la academia naval y se omitió el habitual y obligatorio examen de oficial. Todos los tripulantes que ingresaron el año anterior fueron destinados a diversos buques de la marina. Lindemann fue asignado como oficial de telegrafía, primero en el acorazado SMS Lothringen y después en el SMS Bayern. A bordo del segundo tomó parte en la operación Albión entre septiembre y octubre de 1917, una misión destinada a capturar varias islas del mar Báltico que pertenecían a Rusia pero que se vio malograda porque el 12 de octubre de 1917 el poderoso acorazado Bayern impactó contra una mina marina y sufrió daños considerables. Tras la rendición alemana en noviembre de 1918 todos los grandes buques de la Flota de Alta Mar fueron internados en el fondeadero británico de Scapa Flow. Lindemann fue allí como parte de la tripulación indispensable del Bayern, pero regresó a Alemania el 12 de enero de 1919 y no estuvo presente en el hundimiento deliberado de toda la flota alemana que se produjo el 21 de junio de ese año.

### Período de entreguerras
Cuando Ernst Lindemann regresó a su patria no era seguro que pudiera continuar con una carrera en la marina. Tras la firma del Tratado de Versalles en 1919 la marina alemana quedó reducida a 15 000 efectivos, entre ellos 1500 oficiales, y fue renombrada Reichsmarine durante la época de la República de Weimar. Lindemann sirvió durante un tiempo en la Compañía de Protección de Dahlem y después pasó a ser ayudante del jefe del Departamento de Mando Naval y ayudante en el Departamento de la Flota. En 1920 fue ascendido a alférez de navío. Durante dos años sirvió en el SMS Hannover y realizó un curso de artillería para oficiales en 1924 que le permitió tomar el mando de una compañía de artillería de defensa costera en Kiel hasta 1926. Durante esta asignación ascendió en 1925 a teniente de navío. Desde septiembre de 1926 y en los siguientes tres años formó parte del estado mayor del almirante de la Estación Naval del Báltico, donde fue asistente del vicealmirante Erich Raeder. De aquí fue transferido primero al acorazado SMS Elsaß, donde cumplió funciones de segundo oficial de artillería y oficial al cargo de los cadetes, y después al SMS Schleswig-Holstein, donde ostentó el mismo rango y cumplió las mismas tareas.

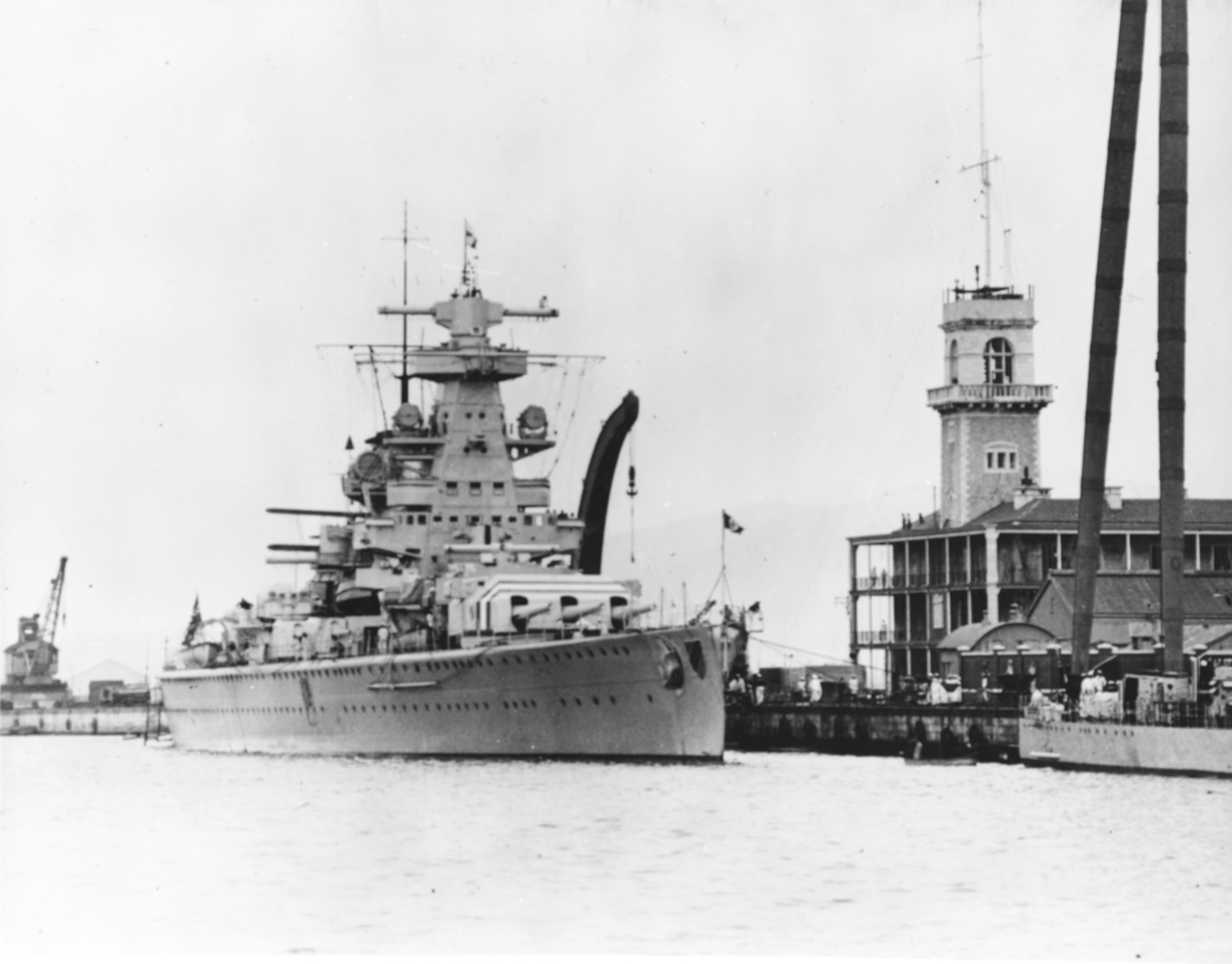
Lindemann fue primer oficial de artillería durante el despliegue del crucero pesado Admiral Scheer en 1936 en la guerra civil española.

El 30 de enero de 1933 el partido nazi liderado por Adolf Hitler se hizo con el poder en Alemania y dio inicio a un período de rearme. Entre el 22 de septiembre de 1931 y el 22 de septiembre de 1934, Lindemann fue profesor en la Escuela de Artillería Naval en Kiel, y después fue asignado como primer oficial de artillería del SMS Hessen. En abril de 1932 había obtenido el ascenso a capitán de corbeta. En 1934 fue destinado a los astilleros de Wilhelmshaven para que se familiarizara con el nuevo crucero pesado Admiral Scheer. A bordo de este buque, en calidad de primer oficial de artillería, Lindemann participó en la guerra civil española entre el 24 de julio y el 30 de agosto de 1936. Para esta misión el crucero hubo de preparase muy rápido y Lindemann tuvo que demostrar lo mejor de sí mismo como máximo encargado de la munición del buque. En su estancia en aguas españolas, Lindemann fue jefe de todos los grupos de desembarco, que solían estar formados por más de trescientos hombres, y ayudante diplomático e intérprete del capitán de la nave, Wilhelm Marschall. Antes de regresar a su patria, Lindemann y los oficiales del Admiral Scheer se reunieron en Gibraltar con el contralmirante británico James Somerville, gobernador del peñón. A su regreso a Alemania, fue ascendido el 1 de octubre de 1936 a capitán de fragata. Hasta 1938 fue asesor y jefe del departamento de construcción del Alto Mando Naval, así como consultor y jefe del Departamento de Entrenamiento Naval. Finalmente, el 1 de abril de 1938 consiguió el ascenso a capitán de navío. El 30 de septiembre de 1939, un mes después del estallido de la Segunda Guerra Mundial, sucedió a Heinrich Woldag como jefe de la Escuela de Artillería Naval.

### Segunda Guerra Mundial: capitán delBismarck

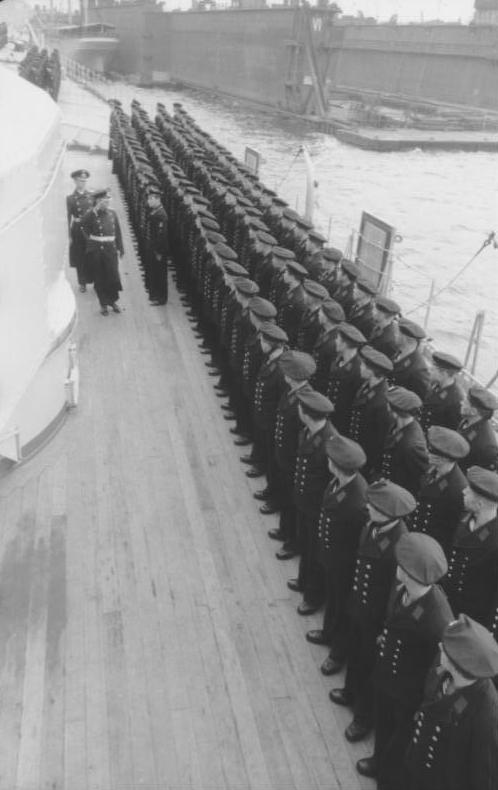
El capitán Lindemann pasando revista a la tripulación del el 24 de agosto de 1940.

A Ernst Lindemann le frustraba que su puesto en la Escuela de Artillería Naval le impidiera entrar en combate con el enemigo, por lo que cuando le notificaron que debido a su especialidad en artillería naval, sus dotes de liderazgo, entrega profesional y celo en el deber, con más de 26 años de brillante hoja de servicios había sido elegido para capitanear el nuevo Bismarck,  se sintió muy honrado por la confianza que depositaron en él. Sin embargo, dudó que el nuevo y poderoso buque estuviera listo para la acción antes de que la guerra hubiera terminado, algo comprensible al comienzo del conflicto, cuando los éxitos alemanes hacían prever una corta duración del mismo. Lindemann jamás había sido máximo responsable de un navío de guerra, pero sí que había servido en acorazados con cañones de gran calibre; era el mayor experto de la marina alemana en artillería naval y se le consideraba un líder sobresaliente.
Lindemann llegó a los astilleros de Blohm & Voss en Hamburgo a comienzos de agosto de 1940, donde había sido puesto a flote el casco del Bismarck el 14 de febrero del año anterior. Burkard von Müllenheim-Rechberg era el cuarto oficial de artillería del acorazado y sería el oficial de más alto rango superviviente, narrador además de todos los detalles que hoy conocemos sobre el triste final del buque. Lindemann eligió a Von Müllenheim-Rechberg como su ayudante personal y le pidió que se refiriera al barco en género masculino en lugar de en femenino, como es habitual en el idioma alemán, en deferencia a su tremendo poder de fuego. El capitán, que decidió poner al acorazado en servicio el 24 de agosto de 1940, pronto demostró ser una elección acertada y un líder respetado por sus tripulantes.  En la fase de alistamiento, las prácticas de artillería antiaérea no alcanzaron plenamente la precisión deseada, como se demostraría más adelante.
El Bismarck zarpó de Kiel el 28 de septiembre y al día siguiente arribó al puerto de Gotenhafen, en la Polonia ocupada. En los siguientes meses realizó sus pruebas de mar y de artillería, en las que el acorazado demostró su velocidad y su estabilidad como plataforma de tiro, pero también sus dificultades para maniobrar sin sus timones. Las pruebas de mar tan solo se vieron interrumpidas por el permiso de sus tripulantes durante las navidades de 1940, tiempo en que Lindemann estuvo con su joven esposa y su hija de poco más de un año y regresó al acorazado el 1 de enero de 1941. El 28 de abril el buque estaba listo y aprovisionado para una misión de tres meses, por lo que Lindemann notificó a las altas instancias de la Kriegsmarine que su arma más temible estaba presta a entrar en combate. Adolf Hitler y otros altos mandos de las fuerzas armadas alemanas visitaron el Bismarck el 5 de mayo y comieron con sus oficiales. Durante este encuentro, el Führer habló sobre la poca voluntad de los Estados Unidos de entrar en el conflicto y Lindemann expresó todo lo contrario, que no se debía descartar la posibilidad de su intervención. El Jefe de la Flota, el almirante Günther Lütjens, y su estado mayor probaron las comunicaciones inalámbricas entre el Mando de la Flota y los oficiales del Bismarck el 13 de mayo.

#### OperaciónRheinübung

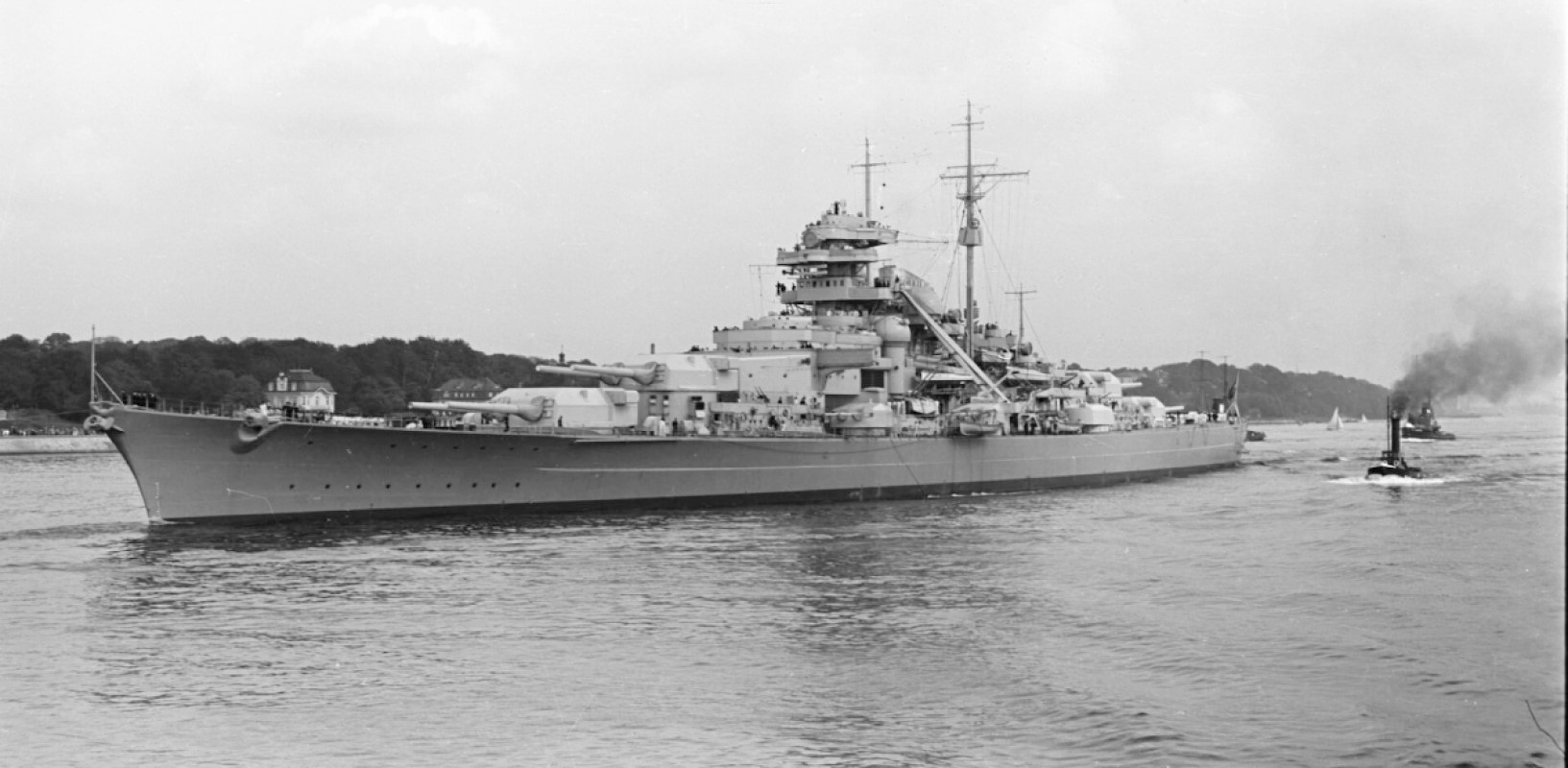
El Bismarck zarpando desde Hamburgo por primera vez el 15 de septiembre de 1940.

El objetivo de la operación Rheinübung (Ejercicio Rin, en español) era que el Bismarck y el crucero pesado Prinz Eugen irrumpieran en el Atlántico Norte y atacaran las rutas de la marina mercante de los Aliados. Erich Raeder, jefe supremo de la Kriegsmarine, ordenó al comandante de la misión, el almirante Günther Lütjens, que el Bismarck no debía enfrentarse a buques enemigos de igual poder, sino entretenerlos el tiempo suficiente y sin demasiado riesgo para que el Prinz Eugen mandara al fondo del mar a los buque mercantes, que eran el objetivo prioritario de la misión.
El 19 de mayo de 1941 ambos buques alemanes zarparon de Gotenhafen en dirección al Atlántico Norte. Aunque los alemanes lo desconocían, los británicos habían interceptado sus señales inalámbricas y sospechaban del inminente inicio de alguna operación. Un crucero porta hidroaviones en instrucción, el Gotland, perteneciente a Suecia, país neutral, avistó sin querer a las unidades alemanas y la información que transmitió llegó a oídos británicos a través de un oficial noruego destacado en Estocolmo. 
Los ingleses ordenaron de inmediato un reconocimiento aéreo y un avión Spitfire localizó el 21 de mayo a las unidades enemigas cerca de Bergen, en Noruega. El 23 de mayo los buques alemanes fueron avistados por los cruceros pesados británicos Suffolk y Norfolk, que patrullaban en el estrecho de Dinamarca. Lindemann ordenó atacar y el Bismarck consiguió hacer un impacto al enemigo, por lo que los buques británicos retrocedieron ante la evidente superioridad de las naves germanas. Tal era el poder de los cañones de 380 mm del acorazado que sus detonaciones averiaron el radar delantero y Lütjens tuvo que ordenar al Prinz Eugen que navegara delante.

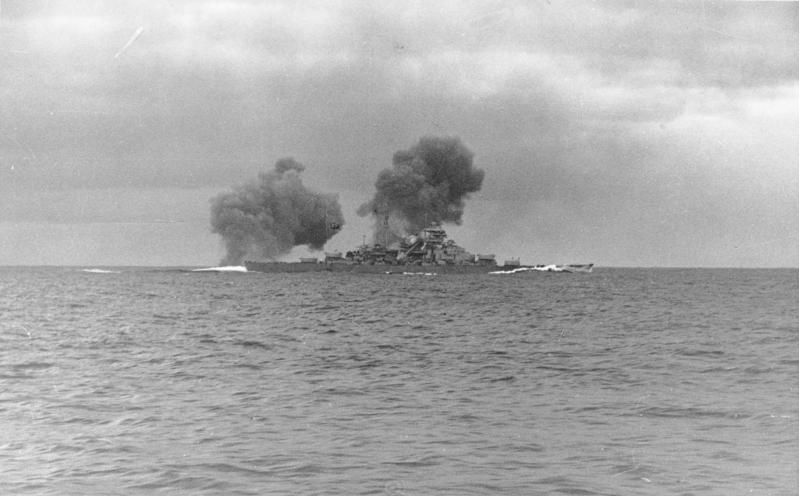
El Bismarck disparando contra el 24 de mayo de 1941. Foto tomada desde el Prinz Eugen.

En la batalla del Estrecho de Dinamarca el 24 de mayo los dos buques alemanes se enfrentaron a dos británicos, el viejo crucero de batalla HMS Hood, orgullo de la Royal Navy, y el nuevo acorazado HMS Prince of Wales. Los hidrófonos del Prinz Eugen detectaron a dos naves a las 05:00, que se identificaron en principio como dos cruceros pesados, pero la primera salva de los buques enemigos reveló naves más poderosas, que no fueron correctamente identificadas hasta que comenzaron a virar para adoptar un curso paralelo al de los alemanes con la intención de hacer uso de todas sus piezas de artillería. Los británicos creyeron que navegaba en cabeza el Bismarck, cuando en realidad se trataba del menos poderoso Prinz Eugen, y concentraron en él sus disparos. Lütjens demoraba su orden de responder a los atacantes y el primer oficial de artillería Adalbert Schneider preguntó en varias ocasiones: «¿Permiso para abrir fuego?». Un impaciente Lindemann intervino diciendo: Ich lasse mir doch nicht mein Schiff unter dem Arsch wegschießen. Feuererlaubnis! («No permitiré que disparen a mi nave bajo mi culo. ¡Abrid fuego!»). El Hood recibió un impacto directo de la quinta salva del Bismarck, explotó, se partió en dos y se hundió junto con 1418 de sus tripulantes. Después los alemanes concentraron sus cañonazos en el Prince of Wales y lo dañaron gravemente, pero en el breve combate este consiguió colocar tres impactos directos al Bismarck que provocaron inundaciones en su proa.

Mapa de los movimientos del Bismarck y el Prinz Eugen (líneas rojas) y de sus perseguidores británicos (líneas negras).

Tras el combate Lindemann y Lütjens tenían opiniones distintas sobre cómo continuar con la operación. El primero quería perseguir al Prince of Wales y acabar de hundirlo, pero Lütjens tenía muy presente las órdenes de Raeder sobre evitar el combate innecesario contra buques enemigos y rechazó perseguir al acorazado británico. Asimismo, tampoco se pusieron de acuerdo sobre a qué puerto dirigirse para reparar los graves daños sufridos por el Bismarck y Lütjens impuso su opción, que fue poner proa al puerto francés de Saint-Nazaire. Al día siguiente Lütjens ordenó al Prinz Eugen separarse del Bismarck para continuar con la operación en solitario; el crucero arribaría indemne a Brest el 1 de junio. Nadie que estuviera presente cuando se produjeron las diferencias de opinión entre Lindemann y Lütjens sobrevivió, pero el marinero Heinz Staat escuchó una conversación entre el vigía Hans Oels y otro oficial en la que hablaban del mal ambiente que se había creado en el puente de mando.
El Bismarck acabó hundido menos de una semana después debido al enorme operativo que la Royal Navy puso en marcha para aniquilarlo. El 24 de mayo fue atacado por aviones torpederos Fairey Swordfish procedentes del portaaviones Victorious que le causaron daños menores y la muerte de un tripulante. El 26 de mayo fue redescubierto por un hidroavión Catalina y rápidamente se lanzó a su captura la Fuerza H bajo mando del almirante James Somerville, que comprendía unidades como el portaaviones Ark Royal, el crucero de batalla Renown y el crucero Sheffield. Ese mismo día quince torpederos Swordfish del Ark Royal atacaron al Bismarck y dañaron uno de sus timones, lo que redujo su velocidad y le impidió continuar con el viaje hasta Saint-Nazaire. La noche del 26 al 27, el acorazado alemán fue atacado incesantemente con torpedos por cinco destructores bajo mando del capitán Philip Vian, que no dañaron al acorazado pero impidió descansar a Lindemann y sus hombres.
Las alarmas del Bismarck sonaron de nuevo a las ocho de la mañana del día 27; los acorazados Rodney y King George V y los cruceros pesados Norfolk y Dorsetshire se dirigían a atacarlo. Inmovilizado por los daños en uno de sus timones, el buque de Lindemann hubo de encajar un terrible cañoneo por parte del enemigo. A las 09:02 las dos torretas delanteras del Bismarck ya estaban fuera de combate y a las 09:50 dejaron de responder al fuego las dos traseras. A las 10:00 ninguna arma alemana disparaba ya. Bajos de combustible, el Rodney y el King George V hubieron de dar la vuelta antes de que el buque alemán se hundiera. Los germanos estaban preparando cargas para echar a pique su nave cuando el Dorsetshire le causó varios impactos con torpedos. Finalmente, a las 10:36 el Bismarck su hundió y se llevó la vida de más de dos mil de sus tripulantes, pues solo sobrevivieron 114 hombres de los más de 2200 que iban a bordo. Además, el diario de guerra del Bismarck se perdió para siempre.

#### Fallecimiento

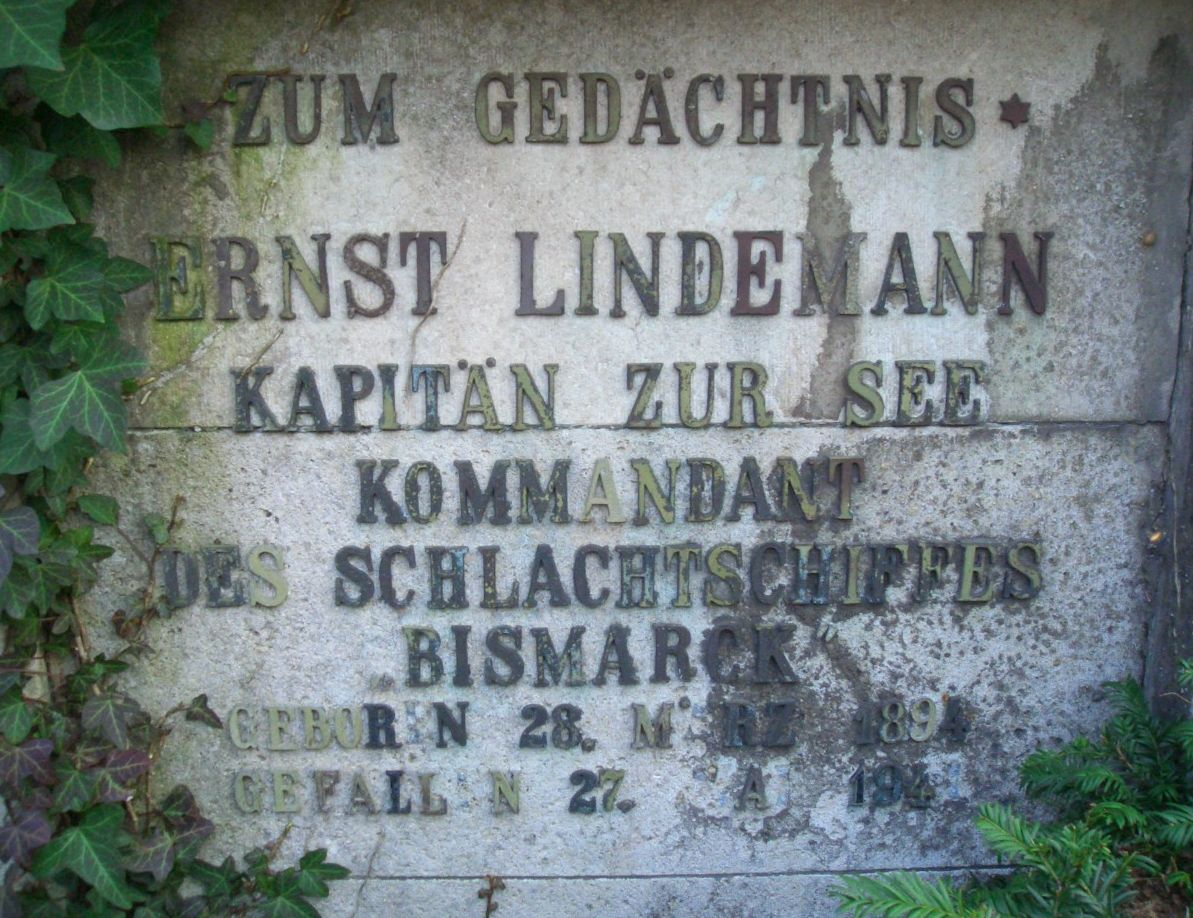
Lápida de la familia Lindemann en el cementerio de Dahlem, Berlín, con una inscripción en recuerdo del capitán Ernst Lindemann.

Burkard von Müllenheim-Rechberg afirma en su libro que vio al capitán Lindemann por última vez hacia las 08:00 en el puente de mando, poco antes de la batalla final. Describe en ese momento a un hombre pesimista y retraído, cuando normalmente era inteligente, divertido y optimista. Von Müllenheim-Rechberg trató de hablar con él y fue ignorado, no sabe si por la fatiga del capitán o por sus desacuerdos con Lütjens. El cuerpo de Ernst Lindemann jamás fue recuperado y se cree que murió junto a todo el estado mayor a las 09:02, cuando impactó en el puente un potente obús británico. Robert Ballard, que descubrió e inspeccionó el pecio del Bismarck en 1989, confirmó que el puente del acorazado recibió impactos de más de cincuenta proyectiles.
Jens Grützner sugiere que a lo mejor Lindemann no estaba en el puente de mando cuando este resultó destruido, sino en otra parte dando órdenes de abandonar la nave. El superviviente Paul Hillen dice que vio un grupo de 20 o 30 personas en la proa del buque, entre los que había uno con una gorra blanca, reservada para el capitán. Otro superviviente, Rudolf Römer, afirma que vio a Lindemann en proa, cerca de una de las torretas delanteras, intentando convencer a un mensajero de que abandonara el buque. Según este relato, ambos se tomaron de la mano, se acercaron al torrotito o mástil de la bandera de tajamar y le hicieron un saludo militar. Cuando el acorazado volcó el mensajero cayó al agua; pero Lindemann se aferró al mástil y continuó el saludo mientras su nave se hundía.
El miércoles 28 de mayo de 1941 se hizo una mención póstuma al capitán Lindemann en el Wehrmachtbericht, el boletín diario de las fuerzas armadas alemanas, algo que era un enorme honor para cualquier militar. La mención decía, entre otros detalles, que el Bismarck se había hundido con la bandera ondeando, llevándose a su capitán Lindemann y a su valiente tripulación con él.

## Honores

### Cruz de Caballero de la Cruz de Hierro
Todos los camaradas que ingresaron con Lindemann en la marina en 1913 se pusieron en contacto con su joven viuda. El antiguo líder de aquella promoción, Otto Klüber, le ofreció a la señora Lindemann ser miembro honorario de la Tripulación de 1913. El 27 de diciembre de 1941, siete meses después de su muerte, el capitán de navío Ernst Lindemann recibió la Cruz de Caballero de la Cruz de Hierro, a título póstumo, porque el Alto Mando de la Marina consideró que su extraordinario liderazgo contribuyó a la espectacular destrucción del crucero de batalla Hood y a dañar seriamente al acorazado Prince of Wales.
El primer oficial de artillería de Lindemann, teniente Adalbert Schneider, ya había recibido este mismo galardón el día en que se hundió el acorazado. Tradicionalmente era el comandante el que recibía la distinción antes que ninguno de sus subordinados, por lo que esta excepción fue criticada en algunos círculos de las fuerzas armadas alemanas. Se cree que en este reconocimiento intervino el primo de Ernst Lindemann, el general de caballería Georg Lindemann. El Gran Almirante Erich Raeder, con quien Lindemann había compartido camaradería dos décadas atrás cuando se creó la Reichsmarine, presentó la condecoración a su viuda en Dahlem, Berlín, el 6 de enero de 1942.

### Batería Lindemann

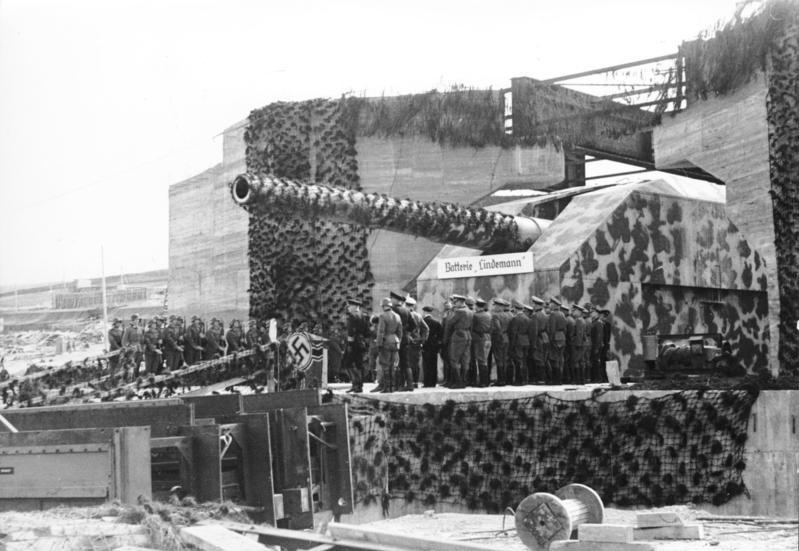
La «Batería Lindemann» en 1942.

Para honrar al difunto capitán del Bismarck, el 19 de septiembre de 1942 se bautizó con su nombre una batería de artillería costera ubicada en Sangatte, al norte de Francia, un gesto que partió de Friedrich Frisius, almirante al mando de la costa del Canal de la Mancha. Esta batería estaba compuesta por tres enormes cañones de 406 mm ubicados en casamatas y que se habían fabricado originalmente para los acorazados de clase H, sucesores de la clase Bismarck que nunca llegaron a construirse. Estos cañones antes habían estado colocados en la costa polaca y se habían llamado «Batterie Schleswig-Holstein» y «Batterie Groß-Deutschland». La batería fue destruida por fuerzas canadienses en la tarde del 26 de septiembre de 1944 y en la actualidad su estructura apenas es visible porque está parcialmente cubierta por tierra extraída del Eurotúnel.

### Retrato en el cine
El actor austríaco Carl Möhner interpretó a Lindemann en la película en blanco y negro de 1960 ¡Hundid el Bismarck!, que se basaba en el libro Last Nine Days of the Bismarck (Los últimos nueve días del Bismarck) del escritor británico Cecil Scott Forester. En el documental de 2002 Una expedición de James Cameron: El acorazado Bismarck, dirigido por James Cameron, también aparece Ernst Lindemann, en este caso interpretado por Herbert Primig.